# Hoplitis imperfecta
Hoplitis imperfecta är en biart som först beskrevs av Léon Abel Provancher 1896.  Hoplitis imperfecta ingår i släktet gnagbin, och familjen buksamlarbin. Inga underarter finns listade i Catalogue of Life.